# Tocado-Records
Tocado-Records was een Nederlands platenlabel, gevestigd in Rotterdam, en onderdeel van Stichting Tocado Harmony Coalition, dat tussen 1993 en 1996 het gratis muziekmagazine THC Outgaanscourant verspreidde waarin concerten in Rotterdam werden aangekondigd.
Het platenlabel is opgericht in 1997 door Thomas van Vliet en Leen Steen om zo cd's van opkomende Rotterdamse punkbands uit te kunnen brengen wat uiteindelijk de Heel erg Punk-serie werd. Het label richtte zich vooral op: punk, experimenteel en outsidermuziek. Onder andere singer-songwriters Elle Bandita, Harry Merry en Mark Lotterman hebben hun werk uitgegeven via Tocado-Records.
Het platenlabel is in 2010 opgeheven.